# Zózimo
Zózimo Alves Calazães eller bare Zózimo (19. juni 1932 – 17. juni 1977) var en brasiliansk fodboldspiller (forsvarer) og dobbelt verdensmester med Brasiliens landshold.
Han spillede mellem 1955 og 1962 i alt 35 landskampe for brasilianerne, hvori han scorede ét mål. Han blev verdensmester med holdet ved både VM i 1958 i Sverige og VM i 1962 i Chile.
Zózimo spillede på klubplan primært hos Bangu i hjemlandet. Han spillede også et par år hos Flamengo.
Han døde i 1977 i en alder af kun 45 år i en bilulykke i Rio de Janeiro.